# Joop Kaulingfreks
Johan Jozef Marie (Joop) Kaulingfreks (Dordrecht, 4 mei 1921 - Turnhout, 1 februari 2011) was een Nederlands advocaat, procureur en politicus namens de KVP.
Hij studeerde rechten aan de Katholieke Universiteit Nijmegen en vestigde zich als advocaat en procureur in Rotterdam en was tevens plaatsvervangend rechter. Daar kwam Kaulingfreks in 1985 in de gemeenteraad en was vanaf 1962 ook fractievoorzitter. Hij was van 24 augustus 1971 tot 20 september 1977 lid van de Eerste Kamer en had justitie in zijn portefeuille. Kaulingfreks zette vanaf 1972 zijn praktijk voort in Breda.
- Biografisch Portaal: 71600630
- Parlement.com: vg09llgmd300